# 华山路站 (上海)
华山路站为延安路中运量公交系统工程的一个车站，位于上海市静安区延安西路华山路路口东侧中央隔离带。站点临近静安寺，为上海公交71路及其区间车共用的地面岛式车站。

## 车站構造

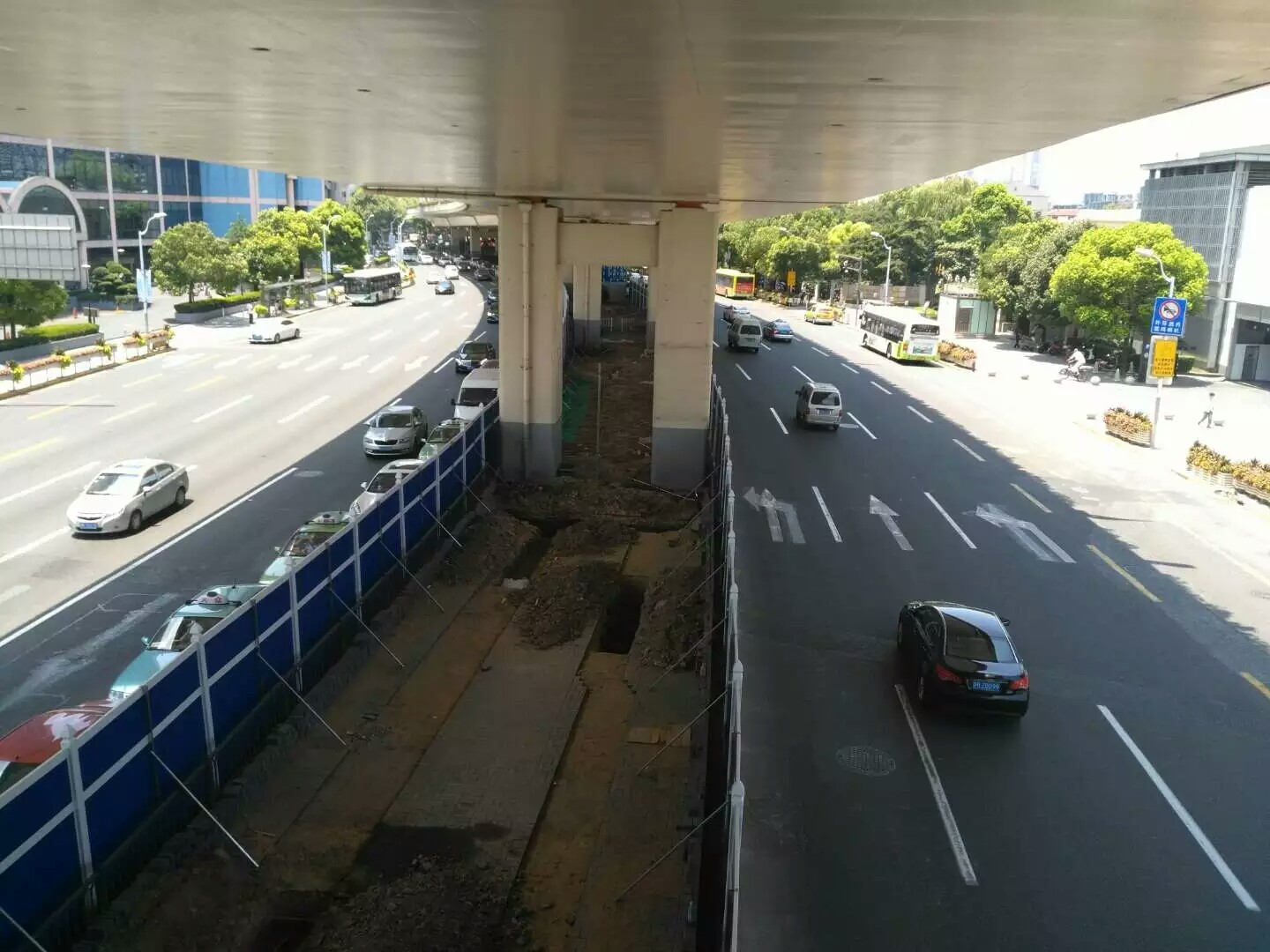
在建的延安路中运量系统工程华山路站

华山路站为岛式月台，为2面2线地面车站组成，站台设有半高屏蔽门，设置一个出入口，通往华山路天桥。
该站点开工于2016年6月25日，于2017年2月1日清晨正式投入使用。
延安路中运量系统工程・华山路站 月台和车道配置
| ← 上行车道                     | ■71路・71路区间车 | 申昆路枢纽站方向 |
|                                | 月台              | 天桥 →           |
| 延安东路外滩站・黄陂北路站方向 | ■71路・71路区间车 | 下行车道 →       |

## 周边设施
- 站点南面：华山医院、上海华侨大厦、 █ 14号线静安寺站（在建）
- 站点北面：静安寺、中国福利会少年宫
- 站点东面：静安公园、 █ 2号线 █ 7号线静安寺站
- 站点西面：华东医院

## 公交换乘
附近有3个常规公交站点：
- 静安寺（南京西路华山路）：20路、37路、57路、76路、323路夜宵、330路夜宵
- 静安寺（华山路）：15路、45路、94路、315路夜宵、327路夜宵、830路、838路、927路
- 延安西路华山路：01线、48路、311路夜宵、548路、虹桥机场守航夜宵线

## 车站出口
这个车站有一个出入口，位于站点东侧，连接天桥并设有扶梯，乘客需从天桥进站。
天桥分别通往延安西路华山路口的东北、西北、西南方向，在东北角、西南角还设置了电梯。惟东南方向正在建设上海轨道交通14号线，楼梯曾被拆除。